# 短尾鮡
短尾鮡，為輻鰭魚綱鯰形目鮡科鮡属的其中一種熱帶淡水魚類，其种加词“brevicaudatus”意为“短尾的”。分布於亞洲越南淡水流域，棲息在底層水域，生活習性不明。